# 145
145 (CXLV) var ett normalår som började en torsdag i den julianska kalendern.

## Händelser

### Okänt datum
- Arrianos blir arkont av Aten.
- Den östkinesiska Handynastins Jiankang-era ersätts av Yongxi-eran.
- Han Chongdi efterträds som kejsare av Kina av Han Zhidi av Handynastin.
- Ajmere i Indien grundas.

## Födda
- 11 april – Septimius Severus, romersk kejsare 193–211
- Huang Gai, kinesisk officer under Wuhärskaren Sun Jian.
- Huang Zhong, officer under Liu Bei.

## Avlidna
- Han Chongdi, kejsare av den kinesiska Handynastin.